# Patrick Lateur
Patrick Lateur (Beveren-Leie, Flandes Occidental, Bèlgica, 27 de desembre de 1949) és un poeta i classicista flamenc.
Va estudiar filologia clàssica a la Universitat Catòlica de Lovaina i des del 1973 fins al 2007, fou professor de grec i llatí a Sant Vincentiusinstituut en Gijzegem (Aalst). Com a autor va debutar amb el llibre de poesia Catacomben (Catacumbes) (1991), l'antologia Muze, zeg me... (Musa, digues-me...) (1993) i la traducció de la Pervigilium Veneris (1996). A finals del 2004, va entrar a la Koninklijke Academie voor Nederlandse Taal- en Letterkunde (Reial Acadèmia Neerlandesa de la Llengua i la Literatura) en la plaça que havia ocupat Hubert van Herreweghen. És membre de la "Societat Guido Gezelle" (Guido Gezellegenootschap) i editor de la Revista d'Art de Flandes (Kunsttijdschrift Vlaanderen). D'aquesta revista en va ser redactor en cap de 1995 a 2004. El 2010, va publicar una nova traducció en neerlandès de la Ilíada d'Homer, en pentàmetres iàmbics, per la qual el març de 2013, va rebre el Premi Cultural de la Comunitat Flamenca de Literatura i Traduccions (Cultuurprijs van de Vlaamse Gemeenschap Letteren - Vertalingen). En 2016, va publicar la seva traducció de l'Odissea. d'Homer.

## Obra pròpia
Poesia
- Catacomben (1991, poesia - 1991², 1998³ en 2015)
- De Speelman van Assisi (1994, poesia - 1994², 1998³ en 2015)
- Zeven vrouwen (1997, poesia)
- Rome & Assisi (1998, poesia)
- Ravenna (2001, poesia - 2015²)
- Kruisweg in de stad (2005, poesia)
- Carmina miscellanea (2006, poesia)
- In tegenstroom (2015, poesia)

Teatre
- Lente in Galilea. Een passiespel (2014, teatre) + (speelversie Passiespelen Tegelen, 2015)

Prosa
- Efemeriden (2017, prosa)

## Traduccions, edicions i antologies
- Ernest Claes, Moeders (1991, edició)
- Muze, zeg me... Bloemlezing Griekse literatuur (1993, antologia - 1993²)
- Ernest Claes, Kiki. Peter en Polly (1994, edició)
- Pervigilium Veneris (1996, traducció - 1996², 1996³)
- Sulpicius Severus, Het leven van Sint-Maarten (1997, traducció)
- Anton van Wilderode, Volledig dichtwerk. Gebundelde gedichten (1999, edició)
- Ausonius, Cupido cruciatus - Cupido aan het kruis (1999, traducció)
- Pindaros, Zegezangen (1999, traducció)
- Het evangelie volgens dichters. Bloemlezing uit de Nederlandstalige poesia (1999, antologia)
- Alle schrijvers leiden naar Rome (2000, antologia - 2000²)
- Leonardo da Vinci, Fabels (2001, traducció - 2001², 2006³)
- Ausonius, Lied van de Moezel (2001, traducció)
- Armand Demeulemeester. Een schildersleven (2001, edició)
- Mario Luzi, La Passione (2002, traducció)
- Toscane. Een literaire ontdekkingsreis (2002, antologia - 2002²)
- Het is vandaag de datum. Dag-, maand- en seizoengedichten (2002, antologia)
- Willy Spillebeen, De geschiedenis van een steenbok (2002, edició)
- Anton van Wilderode, Sappho (2002, edició)
- Leon Battista Alberti, Honderd fabels (2003, traducció)
- Franciscus van Assisi, Het Zonnelied (2003, traducció)
- Epiktetos, Over geluk (2003, traducció)
- Pietro Aretino, Kunstbrieven (2005, traducció)
- Anton van Wilderode, Nagelaten gedichten (2005, edició)
- Plato, Gedichten (2006, traducció)
- Leonardo da Vinci, Raadsels en voorspellingen (2006, traducció)
- Amor in Roma. Liefdesavonturen van Catullus tot Claus (2006, antologia)
- Dichters hebben vele moeders. 150 literaire epigrammen uit de Anthologia Graeca (2007, antologia/traducció)
- Leonardo da Vinci, Bestiarium (2007, traducció)
- Dichter bij Jan De Smedt (2008, antologia)
- Leonardo da Vinci, Maximes (2009, traducció)
- Hoeders van de wijsheid. Griekse filosofen in 150 epigrammen (2009, antologia/traducció)
- Kijken naar jou uit duizend ogen. Antieke liefdespoëzie (2009, antologia)
- Van Pindaros tot Luzi. Verspreide vertalingen (2009, traducció)
- Homeros, Ilias. Wrok in Troje (2010, traducció - 2014²)
- De Regel van Benedictus (2010, traducció - 2015²)
- Alda Merini, Canticum evangelicum (2011, traducció)
- Italië in 100 brieven. Van Plato tot Pasolini (2012, antologia)
- Michelangelo, Brieven (2013, traducció)
- Ausonius, Lied van de Moezel & Cupido aan het kruis (2016, traducció, telkens 2de druk)
- Thomas Morus, Utopia. Een bloemlezing (2016, edició)
- Homeros, Odyssee. Een zwerver komt thuis (2016, traducció)
- Goden. 150 epigrammen uit de Anthologia Graeca (2017, traducció)

## Premis
- Basiel de Craeneprijs voor debuut op de Vlaamse Poëziedagen 1988 te Gent voor drie gedichten uit de cyclus In hoc signo uit Catacomben
- Vijfjaarlijkse Poëzieprijs Gerard Michiels in 1989 te Hasselt voor het typoscript van Catacomben
- Het tweeluik Johannes de eyck fuit hic werd bekroond met de poëzieprijs Jan van Eyck en zijn oeuvre te Maaseik in 1990
- Een vertaling van een fragment uit Lucanus' Pharsalia (3.399-425) werd bekroond met de vertaalprijs n.a.v. 20 jaar Kleio aan de KU Leuven in 1991
- Herdenkingsprijs Anton van Wilderode 2006 voor de redactie van de gebundelde en nagelaten gedichten
- Vlaamse Cultuurprijs voor Letteren el 2013 per la traducció d'Homer, Ilias. Wrok in Troje
- Alumnus Maximus 2013 van de Classici Lovaniensis
- Opgenomen in de Orde van Beverna Cum Laude van zijn geboortedorp Beveren-Leie in 2015
- Prijs van Het Gemenebest 2017, Kalmthout, voor het oeuvre.
- Homerusprijs 2017 van het Nederlands Klassiek Verbond per la traducció de l'Odissea d'Homer.